# Serena Bangerter-Buser

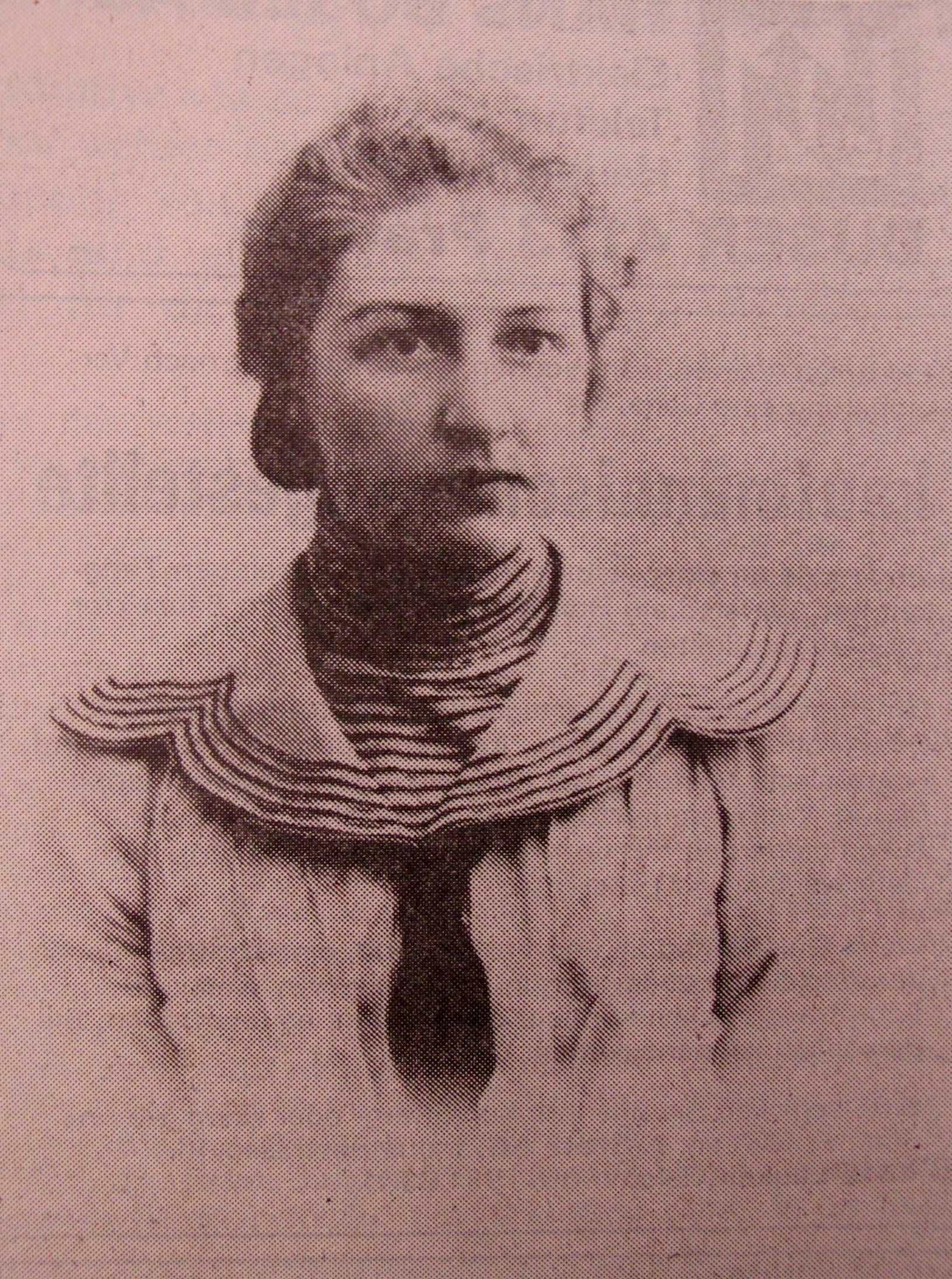
Serena Buser, Medizinstudentin (ca. 1900)

Serena Bangerter-Buser (* 14. Dezember 1871 in Sissach; † 16. März 1957 in Biel) war eine Schweizer Ärztin.

## Leben

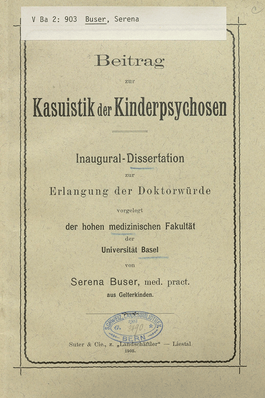
Titelblatt der Dissertation von Serena Buser (1903)

Serena Buser, Tochter der aus dem württembergischen Dürmentingen stammenden Walpurga geborene Reiser und des Bankdirektors sowie National- und Ständerats Jakob Buser, wuchs in Sissach auf. Nach der Trennung ihrer Eltern wanderte sie 1881 mit ihrer Mutter und ihrer Schwester nach New York aus. Die Mutter unterhielt die Familie durch Heimarbeit, wobei Serena ihr nach der Schule half. Als die Mutter erkrankte, sorgte das Mädchen für die Familie und besuchte gleichzeitig eine Abendschule. Nach dem Tod der Mutter 1884 kehrten die Schwestern nach Sissach zu ihrem Vater zurück, wo Serena Buser ihre Schulbildung fortsetzte. 1889 bestand sie die eidgenössische Matura und erwarb anschliessend das Sekundarlehrerpatent.
Buser begann 1897 an der Universität Basel als erst vierte Frau ein Studium der Medizin und schloss dieses 1901 ab. Nach ihrer Promotion 1902 (Beitrag zur Kasuistik der Kinderpsychosen) war sie in der Kantonalen Heil- und Pflegeanstalt Friedmatt als erste Assistenzärztin tätig. Da die Gynäkologen am Frauenspital Basel sich weigerten, Frauen auszubilden, wechselte sie an die Dresdner Frauenklinik. Sie war danach im Kantonsspital Liestal sowie als selbstständige Ärztin in Bern tätig. 1905 heiratete sie den Bieler Chirurgen und Frauenarzt Arnold Bangerter, in dessen Praxis sie assistierte. Bangerter-Buser kümmerte sich zudem um die Erziehung der gemeinsamen Söhne Jakob und Alfred Bangerter, die beide ebenfalls Ärzte wurden.
Während des Ersten Weltkriegs führte sie die Praxis selbstständig, weil ihr Mann Militärdienst zu leisten hatte. Als 1918 die Spanische Grippe Biel erreichte, wurde Bangerter-Buser beauftragt, ein Notspital einzurichten und dessen Leitung zu übernehmen. Nach diesen Einsätzen überliess sie die medizinischen Belange wieder ihrem Gatten. Daneben war sie zeitlebens karitativ tätig; unter anderem gründete sie mit ihrem Mann die Bangerter-Buser-Stiftung zur Förderung der medizinischen Behandlung und der Hilfe für Sehschwache und Blinde.
Serena Bangerter-Buser verstarb 1957 in ihrem Heim an der Spitalstrasse in Biel.